# E6B
E6B je analogni letalski računalnik in ima obliko krožnega logaritemskega računala, uporablja se v letalstvu in je eden redkih svetovno razširjenih analognih računskih naprav v uporabi v 21. stoletju. Pogosto jih označujejo z vzdevkom "whiz wheel".  E6B je svojo popularnost dobil med drugo svetovno vojno, ko jih USAF naročil 400 000 kosov, ti računarji so se uporabljali tudi za potrebe bombardiranja in izračun pravega kurza odmetavanja bomb za popravek vetra. Vsi prometni piloti morajo vedeti, kako uporabljati letalski računalnik E6B, ki izračuna številne pomembne navigacijske postavke. Danes jih proizvajajo številni dobavitelji pilotskih pripomočkov: najpopularnejši in enostaven je ASA E6-B in Jeppesen E6-B idr. Obstajajo tudi drugi podobni računalniki, ki pa niso nikoli bili toliko priljubljeni: Pooleys CRP-I, AVIAT 617, IWA-11092 idr.
Večinoma se uporabljajo pri usposabljanju za letenje - šolanju pilotov. Ti letalski računalniki se uporabljajo med načrtovanjem leta (na tleh pred načrtovanim letenjem) za pomoč pri izračunu: TAS resnične zračne hitrosti, GS zemeljske hitrosti, WCA korekcije vetra, višina gostote ustrezne ISA atmosfere (ang. density altitude), porabe goriva, časa na poti in drugih postavk. V zraku lahko računalnik za letenje uporabite za izračun hitrosti zemeljske hitrosti, ocenjene porabe goriva in posodobljenega predvidenega časa prihoda. Hrbtna stran je zasnovan za rešitve vektorja vetra, tj. določanje, koliko veter vpliva na zemeljsko hitrost in smer popravka. 

## Konstrukcija
Letalski računalniki so običajno izdelani iz aluminija, plastike ali kartona ali kombinacije teh materialov. Najkakovostnejši so iz aluminija, saj ne razpadejo na visokih temperaturah 60 stopinj Celzija, ki jih hitro dosežejo letala v poletni pripeki. Ena stran se uporablja za izračune trikotnika vetra z uporabo vrtljive lestvice in drsne plošče. Druga stran je krožni diametr . Dodatne oznake in okna olajšajo izračune, ki so posebej potrebni v letalstvu.
Izdelujejo se tudi elektronske različice, ki bolj spominjajo na kalkulatorje, vendar so takšni elektronski kalkulatorji prepovedani na izpitnih zaradi česar se niso nikoli prijeli. Letalstvo ostaja eno redkih panog, kjer je analogni računalnik še vedno v široki uporabi. Ročni E6B/CRP-1 ostajajo priljubljeni pri nekaterih uporabnikih in v nekaterih okoljih namesto elektronskih, ker so lažji, manjši, manj nagnjeni k zlomom, enostavni za uporabo z eno roko, hitrejši in ne potrebujejo električne energije. Veliko interkontinentalnih pilotov ima pri sebi v letalski torbi vedno svoj računar, ki ga uporabljajo za zabavo.
Pri usposabljanju za letenje zasebnega pilota ali ratingu za instrumentalno letenje se mehanski računalniki za letenje še vedno pogosto uporabljajo za poučevanje osnovnih izračunov. To je deloma tudi posledica zapletene narave nekaterih trigonometričnih izračunov, ki bi jih bilo primerljivo težko izvesti na običajnem znanstvenem kalkulatorju. Grafična narava letalskega računalnika prav tako pomaga pri lovljenju številnih napak, kar deloma pojasnjuje njihovo stalno priljubljenost. Enostavna uporaba elektronskih kalkulatorjev pomeni, da tipična literatura o usposabljanju za letenje  sploh ne pokriva uporabe kalkulatorjev ali računalnikov. Pri zemeljskih izpitih za številne pilotske ratinge je prepovedana uporaba programabilnih kalkulatorjev ali kalkulatorjev, ki vsebujejo programsko opremo za načrtovanje leta.  Posebej je velik poudarek na prepovedi elektronskih kalkulatorjev v Evropskem okolju.
Številni brzinomeri (ASI) imajo premični obroč, vgrajen v sprednjo stran instrumenta, ki je v bistvu del letalskega računalnika. Tako kot na letalskem računalniku je obroč poravnan s temperaturo zraka in tlačno višino, kar omogoča odčitavanje prave zračne hitrosti (TAS) na igli.
Poleg tega so na voljo tudi računalniški programi, ki posnemajo funkcije letalskega računalnika, tako za računalnike kot za pametne telefone, ampak so prepovedani na izpitih.

## Izračuni
Navodila za izračune razmerij in težave z vetrom so natisnjena na obeh straneh računalnika za referenco, najdete pa jih tudi v knjižici, ki se prodaja skupaj z računalnikom. Številni računalniki imajo tudi tabele za pretvorbo stopinj Fahrenheit v stopinje Celzija in različne referenčne tabele.
Sprednja stran letalskega računalnika je logaritemsko diapozitivno merilo, ki izvaja množenje in deljenje. Po celem kolesu so označena imena enot (kot so galone, milje, kilometri, funti, minute, sekunde itd.) na lokacijah, ki ustrezajo konstantam, ki se uporabljajo pri prehodu iz ene enote v drugo v različnih izračunih. Ko je kolo nameščeno tako, da predstavlja določeno fiksno razmerje (na primer funte goriva na uro), se lahko obrnete na preostali del kolesa, da uporabite to isto razmerje v problemu (na primer, koliko funtov goriva za 2,5 -urno križarjenje? ) To je področje, kjer se E6B in CRP-1 razlikujeta. Ker so CRP-1 izdelani za trg Združenega kraljestva, jih je mogoče uporabiti za izvajanje dodatnih pretvorb imperialnih v metrične enote.
Kolesce na zadnji strani kalkulatorja se uporablja za izračun učinkov vetra na križarjenje . Tipičen izračun, ki ga opravi to kolo, odgovarja na vprašanje: "Če želim leteti po tečaju A s hitrostjo B, vendar naletim na veter, ki prihaja iz smeri C s hitrostjo D, za koliko stopinj moram potem prilagoditi smer, in kakšna bo moja hitrost?" Ta del kalkulatorja je sestavljen iz vrtljivega polprozornega kolesca z luknjo na sredini in diapozitiva, na katerem je natisnjena mreža, ki se premika gor in dol pod kolescem. Mreža je vidna skozi prozoren del kolesa.
Da bi rešili to težavo z letalskim računalnikom, najprej zavrtite kolo, tako da je smer vetra (C) na vrhu kolesa. Nato se s svinčnikom naredi oznaka tik nad luknjo, na razdalji, ki predstavlja hitrost vetra (D) stran od luknje. Ko je oznaka narejena, se kolo obrne tako, da je smer (A) zdaj izbrana na vrhu kolesa. Ravnilo se nato premakne tako, da je oznaka svinčnika poravnana z resnično zračno hitrostjo (B), ki jo vidimo skozi prozorni del kolesa. Kot korekcije vetra se določi tako, da se primerja, kako daleč desno ali levo je oznaka svinčnika od luknje, do dela kota korekcije vetra na mreži diapozitiva. Prava hitrost se določi tako, da se sredinska luknja uskladi s hitrostnim delom mreže.
Matematične formule, ki ustrezajo rezultatom kalkulatorja vetra letalskega računalnika, so naslednje:

## Sodobni E6B
Čeprav se je digitalnih E6B na začetku hitreje naučiti, številne letalske šole še vedno zahtevajo, da se učenci učijo na mehanskih E6B,  za pilotske pisne izpite in kontrolne lete pa se pilote spodbuja, da svoje mehanske E6B prinesejo s seboj za potrebne izračune.

## Zgodovina
Prvotno ime naprave je E-6B, vendar je pogosto skrajšano kot E6B ali vezano kot E6-B za komercialne namene.
E-6B je razvil mornariški poročnik Philip Dalton (1903–1941) v ZDA v poznih tridesetih letih dvajsetega stoletja. Ime izhaja iz prvotne številke dela za Air Corps ameriške vojske pred njegovo reorganizacijo junija 1941 .
Philip Dalton je bil diplomant Univerze Cornell, ki se je pridružil vojski Združenih držav kot topniški častnik, a je kmalu odstopil in postal mornariški rezervni pilot od leta 1931, dokler ni umrl v letalski nesreči s študentom, ki je vadil vrtenja. S PVH Weems je izumil, patentiral in tržil serijo letalskih računalnikov.
Daltonov prvi priljubljeni računalnik je bil njegov model B iz leta 1933, krožno drsno pravilo s pravo zračno hitrostjo (TAS) in popravki višine, ki ga piloti tako dobro poznajo. Leta 1936 je na hrbtno stran vnesel diagram dvojnega zanašanja, da bi ustvaril tisto, kar je letalski korpus ameriške vojske (USAAC) označil kot E-1, E-1A in E-1B.
Nekaj let pozneje je izumil Mark VII, pri čemer je kot osrednjo točko ponovno uporabil svoj model B. Bil je zelo priljubljen tako pri vojski kot pri letalskih družbah. Celo navigator Amelije Earhart Fred Noonan je uporabil enega na svojem zadnjem letu. Dalton je menil, da gre za naglo zasnovo, in želel je ustvariti nekaj natančnejšega, enostavnejšega za uporabo in zmožnega obvladovanja višjih hitrosti letenja.
Tako se je domislil svojega zdaj znanega tobogana z vetrnim lokom, ki pa je bil natisnjen na neskončnem pasu iz blaga, ki ga je gumb premikal znotraj kvadratne škatle. Leta 1936 je prijavil patent (podeljen leta 1937 kot 2.097.116). To je bilo za računalnike Model C, D in G, ki so jih v drugi svetovni vojni pogosto uporabljali Britanski Commonwealth (kot "Dalton Dead Reckoning Computer"), ameriška mornarica, kopirali Japonci in izboljšali Nemci prek Siegfrieda Knemeyerjeva iznajdba diskaste naprave Dreieckrechner, ki je po splošnem videzu nekoliko podobna številčnici vrtnice kompasa na zadnji strani E6B, vendar ima vzmetnico kompasa na sprednji strani za sprotne izračune trikotnika vetra kadar koli med letom . Ti so običajno na voljo na zbirateljskih dražbenih spletnih mestih.
Letalski korpus ameriške vojske se je odločil, da je izdelava računalnika z neskončnim pasom preveč stala, zato ga je pozneje leta 1937 Dalton preoblikoval v preprost, tog, raven vetrovni tobogan, s svojim starim modelom B krožnim toboganom na hrbtni strani. Ta prototip je poimenoval svoj model H; vojska ga je imenovala E-6A.
Leta 1938 je vojska napisala uradne specifikacije in mu naročila nekaj sprememb, ki jih je Weems poimenoval Model J. Spremembe so vključevale premik oznake "10" na vrh namesto prvotnega "60". Ta "E-6B" je bil predstavljen vojski leta 1940, vendar je potreboval Pearl Harbor za vojaške zračne sile (kot se je nekdanji "Army Air Corps" preimenoval 20. junija 1941), da so oddali veliko naročilo. Med drugo svetovno vojno je bilo izdelanih več kot 400.000 E-6B, večinoma iz plastike, ki se sveti pod rdečo svetlobo (ponoči so bile pilotske kabine tako osvetljene).
Osnovno ime "E-6" je bilo dokaj poljubno, saj takrat še ni bilo standardov za številčenje zalog. Na primer, drugi računalniki USAAC tistega časa so bili C-2, D-2, D-4, E-1 in G-1. Najverjetneje so izbrali "E", ker je bil Daltonov prejšnji kombinirani računalnik za čas in veter E-1. "B" je preprosto pomenil, da gre za serijski model.
Oznaka "E-6B" je bila na napravi uradno označena šele nekaj let. Do leta 1943 sta vojska in mornarica spremenili oznako v svoj skupni standard, AN-C-74 (Army/Navy Computer 74). Leto kasneje so ga spremenili v AN-5835 in nato v AN-5834 (1948). USAF je pozneje posodobil MB-4 (1953) in CPU-26 (1958), vendar so navigatorji in večina priročnikov z navodili še naprej uporabljali prvotno ime E-6B. Mnogi so ga poimenovali le "Dalton Dead Reckoning Computer", kar je ena od njegovih prvotnih oznak.
Po Daltonovi smrti je Weems  posodobil E-6B in ga poskušal poimenovati E-6C, E-10 in tako naprej, a se je nazadnje vrnil k prvotnemu imenu, ki ga je tako dobro poznalo 50.000 pripadnikov vojske iz druge svetovne vojne. Navigacijski veterani letalskih sil. Ko je patent potekel, so številni proizvajalci naredili kopije, včasih z uporabo tržnega imena "E6-B" (upoštevajte premaknjeni vezaj). Aluminijasto različico je izdelal London Name Plate Mfg. Co. Ltd. iz Londona in Brightona in je bil označen z "Computer Dead Reckoning Mk. 4A Ref. št. 6B/2645", ki ji sledi puščica vojaških trgovin Združenega kraljestva.
Med drugo svetovno vojno in v zgodnjih petdesetih letih dvajsetega stoletja je The London Name Plate Mfg. Co. Ltd. je izdelal "Height & True Airspeed Computer Mk. IV" z oznako modela "6B/345". Orodje je omogočalo izračun dejanske zračne hitrosti na sprednji strani in izračune časovne hitrosti glede na nadmorsko višino na zadnji strani. Še vedno so bili v uporabi v šestdesetih in sedemdesetih letih 20. stoletja v več evropskih zračnih silah, kot je nemško letalstvo.